# Сен-Жермен-де-Саль
Сен-Жерме́н-де-Саль (фр. Saint-Germain-de-Salles) — коммуна во Франции, находится в регионе Овернь. Департамент коммуны — Алье. Входит в состав кантона Шантель. Округ коммуны — Мулен.
Код INSEE коммуны — 03237.

## Население
Население коммуны на 2008 год составляло 437 человек.
| 1962 | 1968 | 1975 | 1982 | 1990 | 1999 | 2008 |
| ---- | ---- | ---- | ---- | ---- | ---- | ---- |
| 508  | 509  | 473  | 466  | 445  | 412  | 437  |

## Экономика
В 2007 году среди 287 человек в трудоспособном возрасте (15—64 лет) 210 были экономически активными, 77 — неактивными (показатель активности — 73,2 %, в 1999 году было 69,3 %). Из 210 активных работали 190 человек (105 мужчин и 85 женщин), безработных было 20 (13 мужчин и 7 женщин). Среди 77 неактивных 12 человек были учениками или студентами, 34 — пенсионерами, 31 были неактивными по другим причинам.